# Iossif Kheïfitz
Iossif Iefimovitch Kheifitz (en russe : Иосиф Ефимович Хейфиц ; en biélorusse : Іосіф Яўхімавіч Хейфіц, Iossif Iawkhimavitch Kheïfits), né le 17 décembre 1905 à Minsk et mort le 24 avril 1995 à Saint-Pétersbourg, est un scénariste et cinéaste soviétique qui dirigea 32 films entre 1928 et 1989. Membre du Parti communiste à partir de 1945, il fut nommé Artiste du peuple de l'URSS en 1964.

## Biographie
Iossif Kheifitz fait ses études à l'Institut du cinéma et de l'audiovisuel de Léningrad (ru). Ensuite il collabore de 1928 à 1950 avec Alexandre Zarkhi et dirige l'association de jeunesse appelée Première Brigade de la mise en scène du Komsomol (Первая комсомольская постановочная бригада) au sein du Sovkino, spécialisée dans les films pour la jeunesse. Sa première production fut un court métrage Chant du métal (Песнь о металле) sorti en 1928, suivi de Vent au visage (Ветер в лицо) en 1930.
À l'Exposition universelle de 1937, il reçoit avec Zarkhi le Grand prix pour le film Le Député de la Baltique (1936). À ce succès, vient s'ajouter le prix Staline en 1941. Le film est également sélectionné pour la Mostra de Venise et y reçoit une médaille de laiton en 1946. La même année, les deux réalisateurs reçoivent leur deuxième prix Staline pour le film La Défaite du Japon (1945).
Les chemins de Kheifitz et Zarkhi se séparent en 1950. Leur dernier film Les Lumières de Bakou (Огни Баку) ne sortira pas sur le grand écran.
Kheifitz entreprend de porter à l'écran le roman de Vsevolod Kotchetov Les Jourbine («Журбины»). Le film appelé Une Grande famille sort en 1954 et reçoit le prix d'interprétation collectif au Festival de Cannes en 1955. Il enchaîne avec le film L'Affaire Roumiantsev qui reçoit le Prix de la lutte pour l’homme nouveau au Festival international du film de Karlovy Vary en 1956. Son film Mon être cher (Дорогой мой человек) reçoit le deuxième prix de réalisation au Festival panrusse du cinéma (en) en 1959.
Kheifitz revient à Cannes en 1960 avec La Dame au petit chien, d'après la nouvelle de Tchekhov, qui est récompensé par le Prix de la meilleure participation. Le film recevra également un diplôme spécial au Festival du film de Londres la même année.
L'un de ses derniers grands succès fut la fiction Mariée pour la première fois (Впервые замужем) réalisée en 1979 qui gagne le Grand prix du Festival de Karlovy Vary et le prix spécial du Festival panrusse du cinéma se déroulant à Douchanbé en 1980, et le prix du meilleur film étranger au Festival du film de Londres en 1982.
Kheifitz fut un découvreur de jeunes talents, et permit à ses artistes d'approfondir le caractère de leurs personnages et d'affiner leur personnalité. Il travailla avec Iya Savvina, Oleg Dahl, Anatoli Papanov, Alexeï Batalov, Vladimir Vyssotski, Lioudmilla Maxakova, Ada Rogovtseva, Elena Koreneva (en), Elena Proklova (en), etc.
Son œuvre se caractérise par l'étude subtile de la psychologie de ses personnages et par la grande justesse du moindre détail.

Les dernières années, le réalisateur ne trouve plus sa place dans l'industrie cinématographique. La nouvelle époque qui précède la dislocation de l'URSS le déçoit par le déni des valeurs qu'il a jadis glorifiées. Il dit à ce propos: 
« Lorsque devant tes yeux se déroule la vie d'un immense pays, tu te sens comme Goliath ou plutôt, comme Gulliver chez les géants. Aujourd'hui, je me sens transposé chez les Lilliputiens. Il était une fois une grande idée nationale. Peu importe qui l'avait définie et réalisée, ce qui compte c’est qu'elle existait. Maintenant elle n'est plus. Les géants sont morts. Les Lilliputiens ont leur Gulliver. Mais ce n'est pas moi. »
En 1993, on lui remet le prix Nika dans la nomination Honneur et Dignité (Честь и достоинство).
Iossif Kheifitz est inhumé au cimetière de Komarovo près de Saint-Pétersbourg.

## Vie privée
Il est le père du réalisateur Dmitri Svetozarov. 

## Filmographie
- 1930 : Le Vent dans le visage (ru) (Ветер в лицо)
- 1931 : Midi (Полдень)
- 1933 : Ma patrie (ru) (Моя Родина)
- 1935 : Chaudes Journées (Горячие денёчки, Goriatchie deniotchki)
- 1936 : Le Député de la Baltique (Депутат Балтики)
- 1939 : Le Membre du gouvernement (ru) (Член правительства )
- 1942 : On l'appelle Soukhe-Bator (ru) (Его зовут Сухэ-Батор)
- 1944 : Le Tertre Malakhov (ru) (Малахов курган)
- 1946 : Au nom de la vie (Во имя жизни)
- 1948 : Graines précieuses (ru) (Драгоценные зёрна) qu'il coréalisa avec Semion Iossifovitch Derevianski (ru) et Alexandre Zarkhi
- 1950 : Les Lumières de Bakou (Огни Баку)
- 1953 : Printemps à Moscou (Весна в Москве )
- 1954 : Une grande famille (Большая семья)
- 1955 : L'Affaire Roumiantsev (Дело Румянцева)
- 1958 : Mon être cher (Дорогой мой человек)
- 1960 : La Dame au petit chien (Дама с собачкой)
- 1961 : L'Horizon (Горизонт)
- 1963 : Un jour de bonheur (День счастья)
- 1966 : Dans la ville de S (В городе С.)
- 1970 : Salut, Maria (Салют, Мария!)
- 1973 : Un homme bon et mauvais (Плохой хороший человек) d’après une nouvelle d'Anton Tchekhov
- 1975 : La Seule et unique (Единственная…)
- 1977 : Assia (Ася)
- 1979 : Mariée pour la première fois (Впервые замужем)
- 1983 : Chourotchka (ru) (Шурочка)
- 1985 : Le Prévenu (ru) (Подсудимый)
- 1987 : Souvenons-nous, camarade ! (Вспомним , товарищ !)
- 1988 : Et alors les vieux ? (Вы чье, старичье?)
- 1989 : L'Autobus errant (ru) (Бродячий автобус)
- 1993 : Riadovoï sloutchaï (Рядовой случай)